# صموئيل هولاندر
صموئيل هولاندر (بالإنجليزية: Samuel Hollander)‏ هو اقتصادي بريطاني، ولد في 6 أبريل 1937 في لندن في المملكة المتحدة.